# 盛屋村

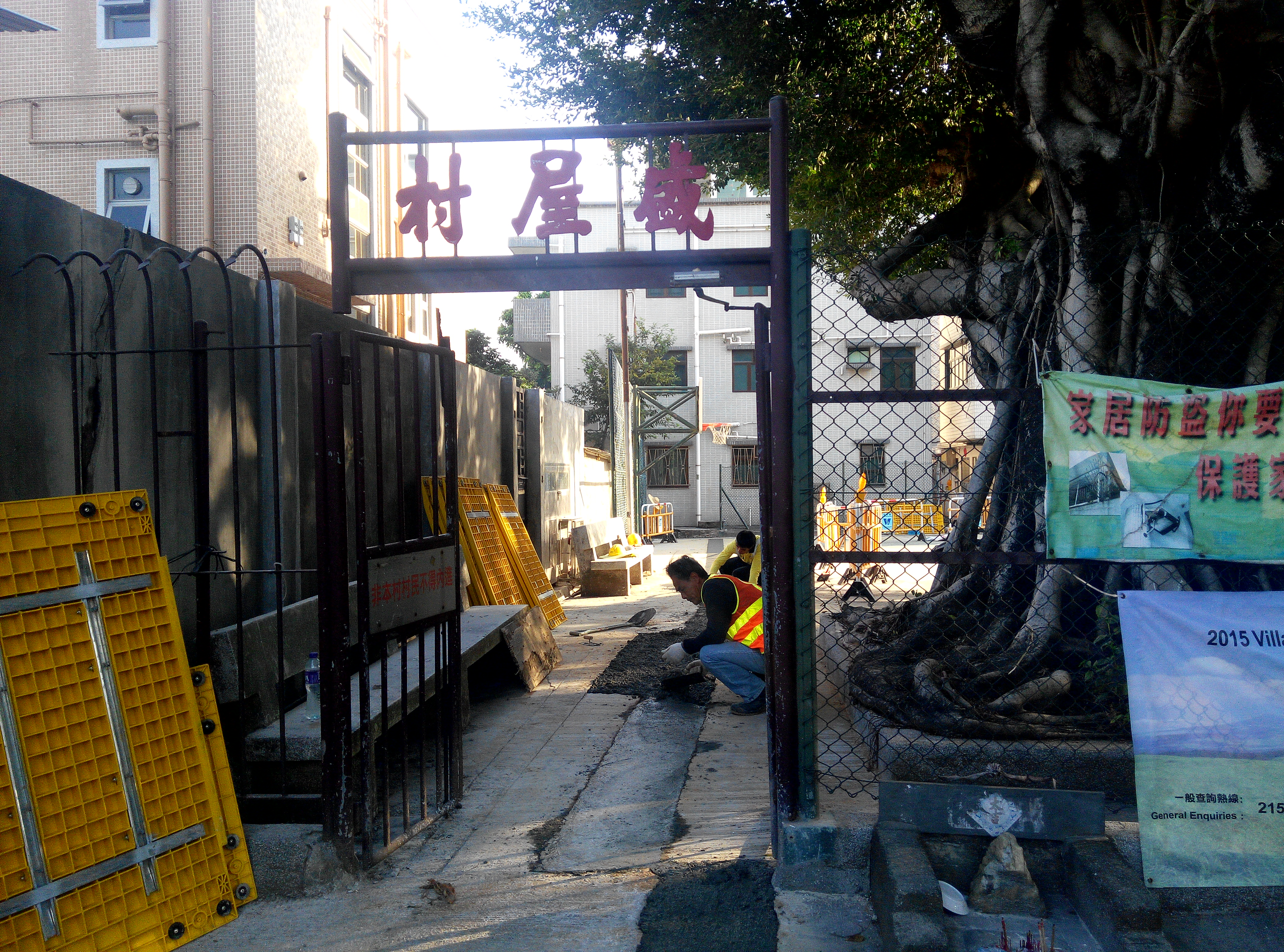
盛屋村牌坊

盛屋村是香港元朗區橫洲髻山北面的一條鄉村，屬屏山鄉鄉事委員會，鄰近元朗工業園。北面為一大片的魚塘。附近的鄉村有大井圍及吳屋村。
盛屋村旁有山路登上村後的丫髻山，約半小時便可登上頂峰，是大井格仔魚塘的攝影熱點。

## 傳說

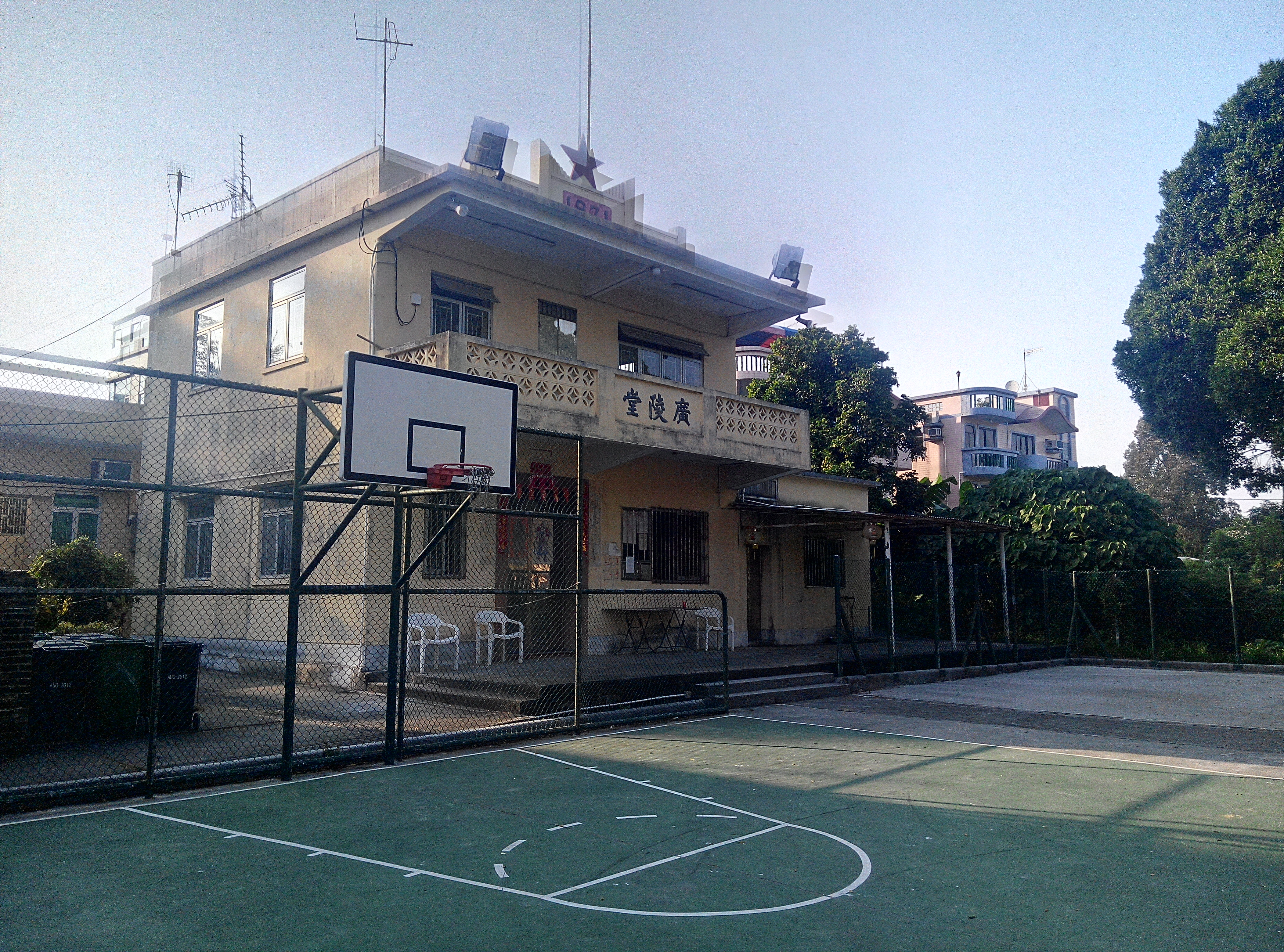
廣陵堂前的球場據說就是｢牛符｣原址

盛氏於明朝成化二年（1466年）由屏山衙前村遷到大井盛屋村現址立村。
根據村中父老相傳衙前村民多達一萬人，族人姓「毛」，為横洲大族，於明朝中葉有族人官拜兵部尚書，並在村中建成三間大宅，當時有條河由現時的唐人新村流至横洲，當地農民出入必須經過這三間大屋。尚書的三位兒子（合稱毛家三虎）仗權勢橫行霸道，更強迫路過他家門前出嫁的新娘陪他過一夜後才放行，鄰村懼其勢大敢怒而不敢言。
屏山鄧愈聖（因鄧愈聖無子，有指是其弟鄧喬林）的未過門媳婦就因此羞愧而自盡。鄧愈聖狀告衙門，但衙門也不敢受理。鄧愈聖於是到北京告御狀，但不得要領。鄧愈聖求助好友鄧瓏後，將狀詞中的「衙前三府近橫洲」的「橫洲」改為諧音字「皇州」。皇帝看後勃然大怒，下令派兵滅村，尚書通風報訊，村民於是躲到丹桂河附近的山洞，但不幸於官兵經過洞口時有小兒哭泣而敗露藏身地點，結果眾藏匿村民盡被屠殺，鮮血將河水染成紅色，後人稱其地為洪（紅）水橋。但有一名懷孕村婦逃過大難，並在大井一個叫「牛符」的地方誕下一男一女，並改姓盛，有「剩」的意思，村婦後來被尊為盛屋村的開村祖，是為「牛欄伯祖」。

## 建築
村公所位於盛屋村村口，屋頂有一粒大紅星，附建築年份1971年，二樓騎樓外有「廣陵堂」三字，是舊稱「群賢學塾」昔日村中子弟的學堂。盛屋村與其他横洲村落一樣，新舊村屋交替，村中尚保存有清末建築風格的青磚屋。
盛屋村39-43號是一列5所清代的民居，屋外設有曬榖的禾堂，是由前屏山鄉鄉事委員會副主席盛連光的父親建成。直至1960年代盛家仍然居於39號屋，內設有廚房、客廳、睡房和小閣樓，而客廳中有一個腳踏碓。

## 交通
在香港元朗可乘坐74號專線小巴前往。